# Fleckstirnweber

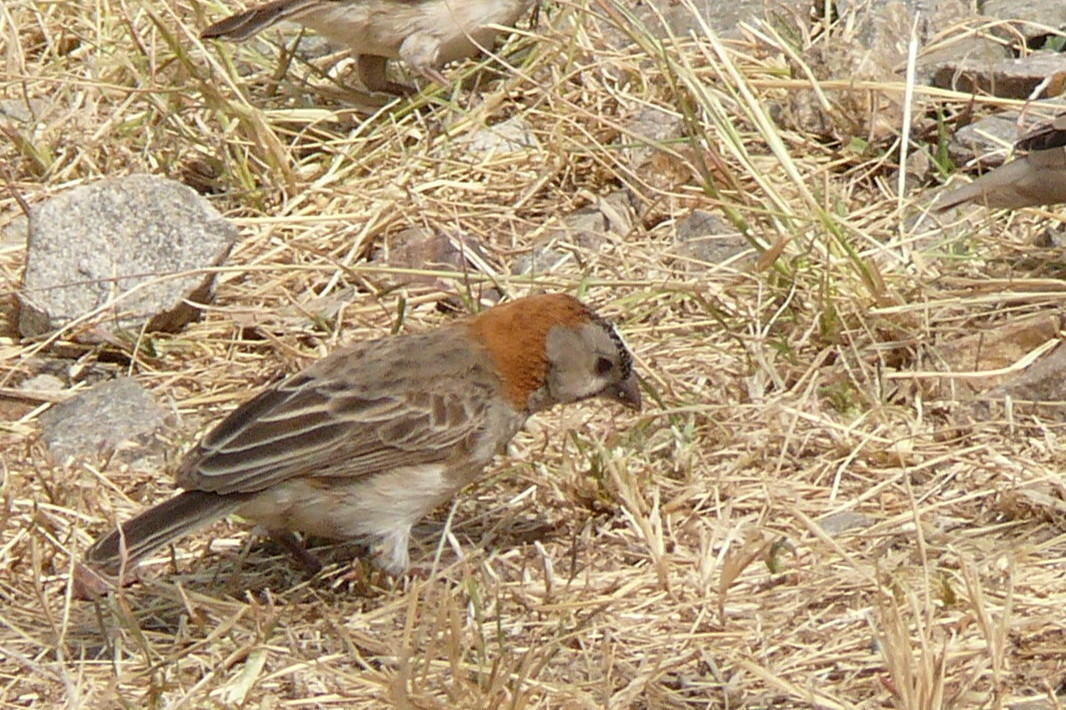
Fleckstirnweber der Unterart Sporopipes frontalis emini in der Serengeti

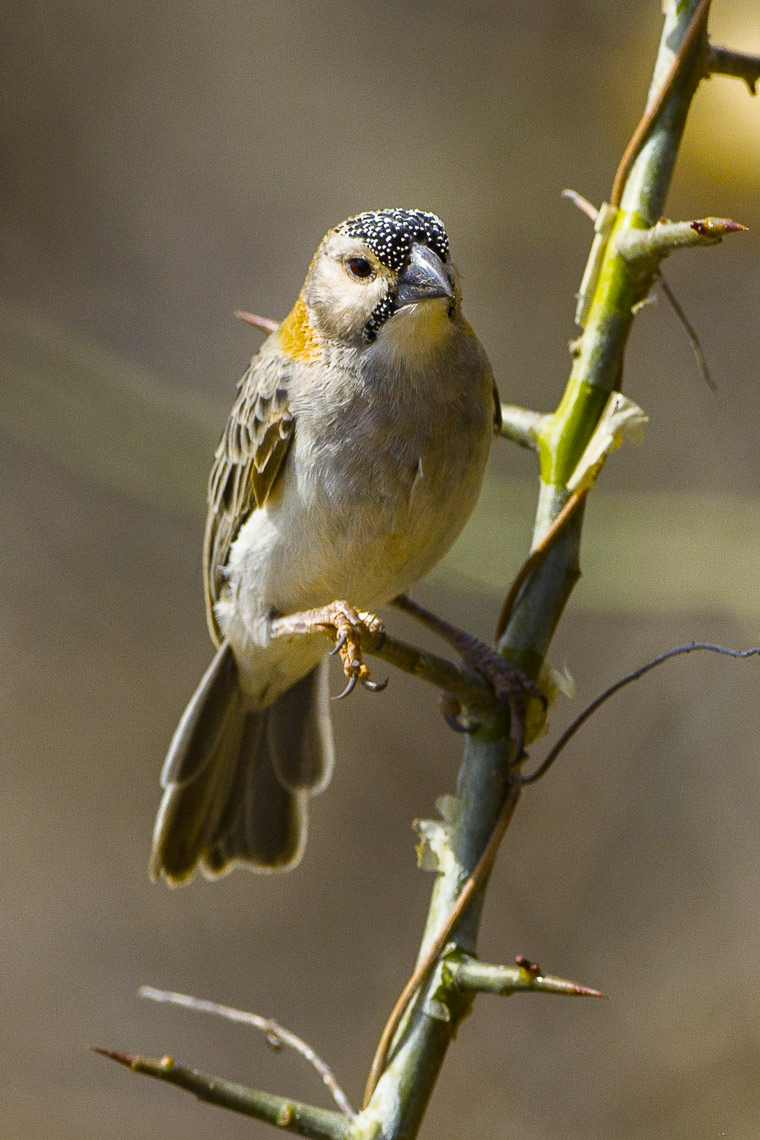
Fleckstirnweber, Kenia

Der Fleckstirnweber (Sporopipes frontalis) auch Schuppenköpfchen ist eine Vogelart aus der Familie der Webervögel (Ploceidae). Er kommt mit drei Unterarten in trockenen Gebieten Afrikas vor. Sein Verbreitungsgebiet reicht von Senegal bis nach Äthiopien und zum nördlichen und zentralen Tansania. Das Verbreitungsgebiet ist disjunkt (hängt nicht zusammen).

## Merkmale
Das Fleckstirnweber ist ein kleiner, sperlingsartiger, gräulicher Vogel, der eine Länge von 11,5 bis 13 Zentimeter erreicht. Scheitel und Stirn sind schwarz und weiß gepunktet. Der Nacken ist braun, der Rücken aschgrau, die Unterseite weißlich-grau. Die Augen sind braun, der Schnabel hornfarben, Beine und Füße bräunlich-rosa. Bei den Jungvögeln ist der Nacken gelbbraun.
Der Fleckstirnweber kann unter anderem mit dem Braunwangenmahali verwechselt werden, dieser unterscheidet sich vom Fleckstirnweber durch einen kastanienbraunen Oberkopf und kastanienbraune Ohrdecken.

## Lautäußerungen
Es verfügt über mehrere Rufe, darunter ein „tsip-tsip-tsip-tsip“ während des Fluges, sowie ein dünnes, etwas schneller werdendes „tsitsitsi tee-tee-tee-teetee-teee“.

## Verbreitung und Unterarten
Die Verbreitung des Fleckstirnwebers erstreckt sich über große Teile Subsahara-Afrikas. Sie reicht von Mauretanien bis Äthiopien und Eritrea sowie südwärts, das Kongobecken auslassend, bis ins zentrale Tansania. Es werden zwei Unterarten beschrieben.
- S. f. frontalis (Daudin, 1800)[3] kommt in Mauretanien, im Senegal und in Gambia bis nach Eritrea und Äthiopien vor.
- S. f. emini Neumann, 1900[4] ist vom südlichen Sudan, Uganda, Kenia und Tansania verbreitet.

Sporopipes frontalis palidior Hartert, E, 1921 wird heute als Synonym zur Nominatform betrachtet.

## Lebensweise
Fleckstirnweber leben in Buschland und offener Savanne zwischen 400 und 2000 m Höhe  vor allem in ariden Gebieten. Sie sind verhältnismäßig häufig in der Umgebung von Dörfern anzutreffen. In der Sahelzone sind sie besonders häufig in Gebieten mit Akazien und Zahnbürstenbäumen anzutreffen. Sie suchen ihre Nahrung auf dem Bodengrund und sind dabei häufig mit Prachtfinken vergesellschaftet. Ihre Nahrung besteht aus Samen sowie in geringerem Umfang aus kleinen Insekten. Auf dem Boden bewegen sie sich hüpfend fort. Außerhalb der Fortpflanzungszeit wandern die Vögel in kleinen, meist fünf bis zehn und selten zwanzig Individuen umfassenden Trupps umher.

## Fortpflanzung
Zu Brut bauen sie in niedrigen Akazien große, unordentliche Grasnester, die einen verandaartigen Vorbau über dem Eingang haben. Sie brüten entweder einzeln oder in kleinen Kolonien. Die Brutpaare sind monogam, in unmittelbarer Nestumgebung ist das Weibchen der dominantere Partnervogel. Das Männchen schlüpft nur in ihrer Abwesenheit in das Nest. In Gefangenschaft gehaltene Männchen sind zur Zeit der Paarbildung sehr aggressiv und picken männliche Artgenossen am Hals und den Bartstreifen.
Das Nest ist ein Kugelnest mit einem seitlichen Eingang. Das äußere Nestmaterial, das meistens aus trockenen Grashalmen besteht, ist nur lose verbaut, die eigentliche Nestmulde ist mit feinerem Pflanzenmaterial ausgelegt. Das Gelege besteht im Norden ihres Verbreitungsgebietes meist nur aus zwei Eiern, weiter im Süden umfassen Gelege gewöhnlich drei bis vier Eier. Die Eier sind blassgrau und weisen dunkle Flecken auf. Bei in Gefangenschaft gehaltenen Fleckstirnwebern brütete nur das Weibchen. Der Baumhopf gehört zu den Vogelarten, die gelegentlich in die Nester eindringen, um die Eier zu fressen.